# 阿仁合駅
阿仁合駅（あにあいえき）は、秋田県北秋田市阿仁銀山字下新町にある、秋田内陸縦貫鉄道秋田内陸線の駅である。終日社員配置駅。
「北緯40度線に位置する北秋田市阿仁地域のシンボルの巨大な三角屋根のある駅舎」として、2002年（平成14年）、東北の駅百選に選定された。

## 歴史
- 1936年（昭和11年）9月25日：国鉄阿仁合線阿仁前田駅（現・阿仁前田温泉駅） - 当駅間開通に伴い北秋田郡阿仁合町に開業[1]。
- 1963年（昭和38年）10月15日：当駅から比立内駅まで延伸[1]。
- 1982年（昭和57年）11月15日：貨物取扱を廃止[1]。
- 1984年（昭和59年）2月1日：荷物扱い廃止[1]。
- 1986年（昭和61年）11月1日：秋田内陸縦貫鉄道に転換[1]。
- 1989年（平成元年）3月：駅舎改築[2]。
- 2017年（平成29年）
  - 2月17日：小渕 - 当駅間で発生した土砂災害の影響により、阿仁前田 - 当駅間が不通となる[3]。同区間において代行バスを運行[3]。
  - 4月29日：阿仁前田 - 当駅間が復旧。全線の運行を再開[3]。
- 2018年（平成30年）
  - 4月1日：駅舎を大規模改修し、リニューアルオープン[4]。
  - 4月21日：駅リニューアルとお座敷列車改修の記念式典が開かれ、駅愛称を「しあわせのえき」と命名[5]。
- 2019年（平成31年）4月19日：駅舎2階に北秋田森吉山ウエルカムステーションがオープン[6]。
- 2024年（令和6年）11月22日：秋田内陸縦貫鉄道と北秋田消防署阿仁分署、北秋田警察署など30人にて、運行中の列車内に不審者が現れた事態を想定したテロ対策訓練を実施[7]。

## 駅構造
島式ホーム1面2線を有する地上駅。
終日社員配置駅。構内には運転区があり、運転士が所属しているほか、車庫・検修施設があり、当線の全ての車両が所属している。
駅舎は1989年（平成元年）に改築された木造2階建てで北緯40度をモチーフにした三角形の駅舎となっている。駅舎建設時は駅舎と一体となって商工会館が設置された。
駅舎の1階にはトレインビューカウンター、待合室、出札窓口、改札口、お土産売り場、売店、観光案内所、洋食レストラン・カフェがある。2階には、キッズコーナーや観光PRコーナーなどがあり、エレベーターで行くことが出来る。

### のりば
| のりば | 路線        | 方向 | 行先     |
| ------ | ----------- | ---- | -------- |
| 1      | ■秋田内陸線 | 下り | 角館方面 |
| 2      | ■秋田内陸線 | 上り | 鷹巣方面 |

- 上下線とも両方向へ出発することは可能だが、上り列車は1番のりば（駅舎側のホーム）へ入線することが出来ない。

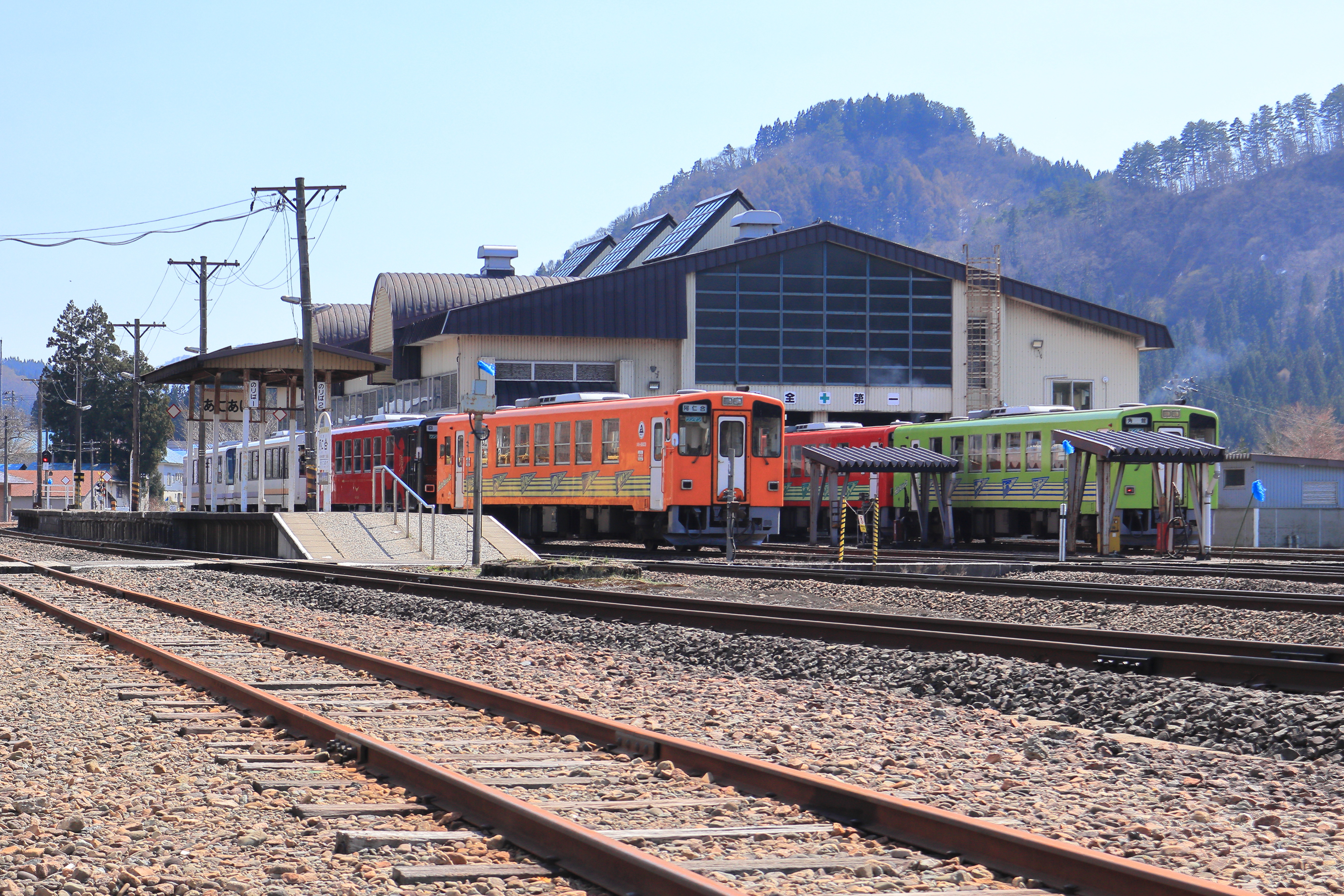
車庫・検修施設（2022年）
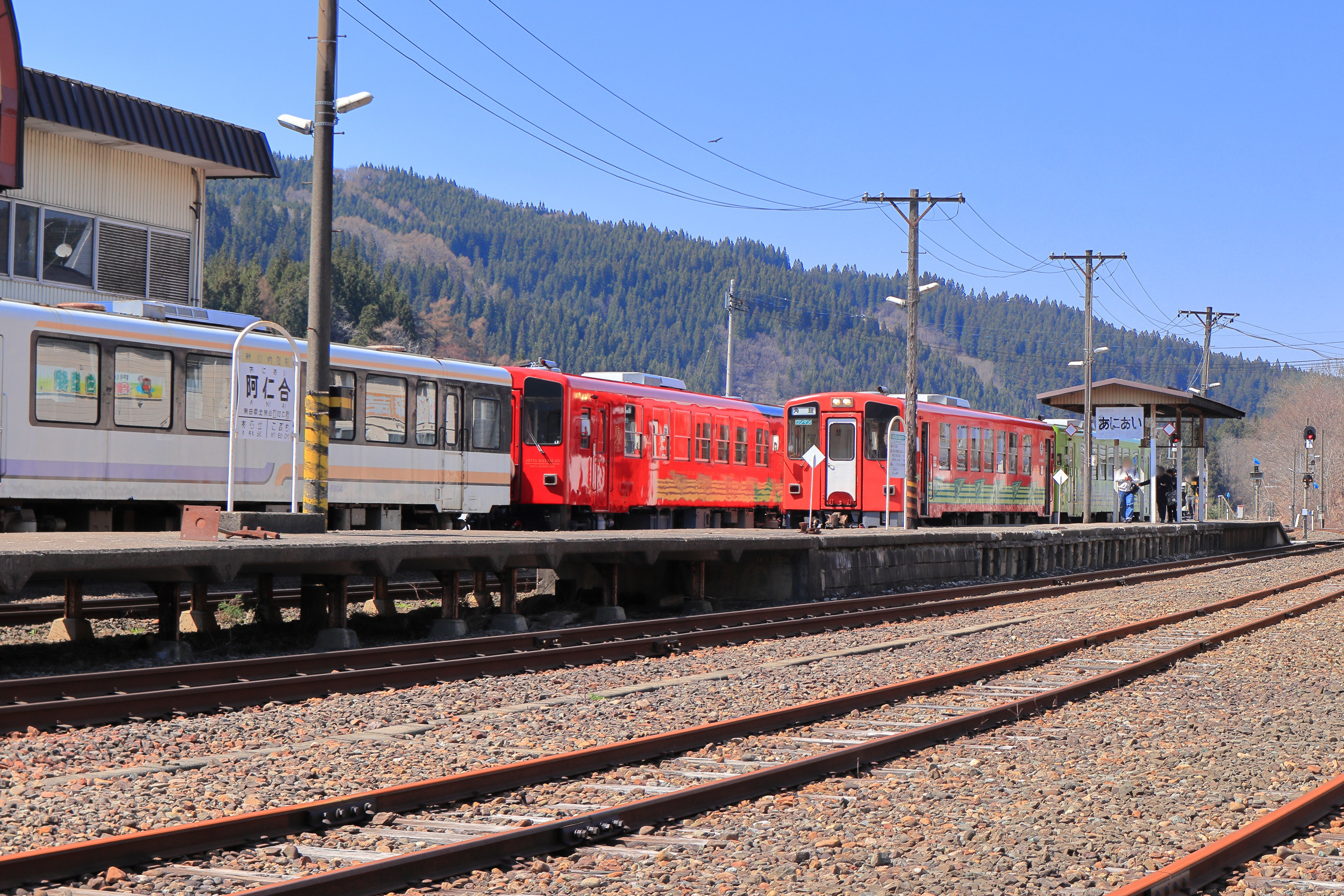
プラットホーム（2022年）
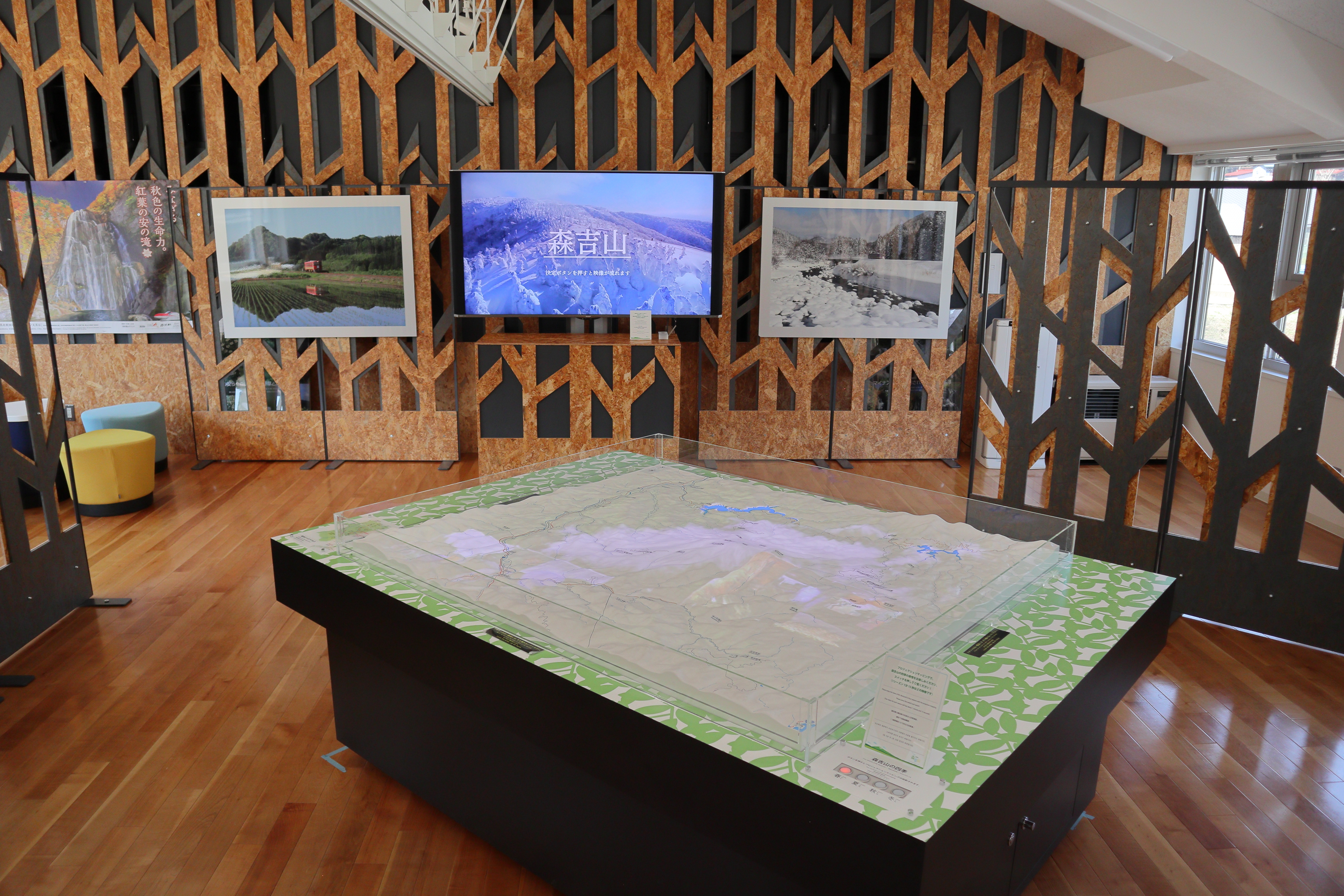
森吉山ウエルカムステーション（2022年）
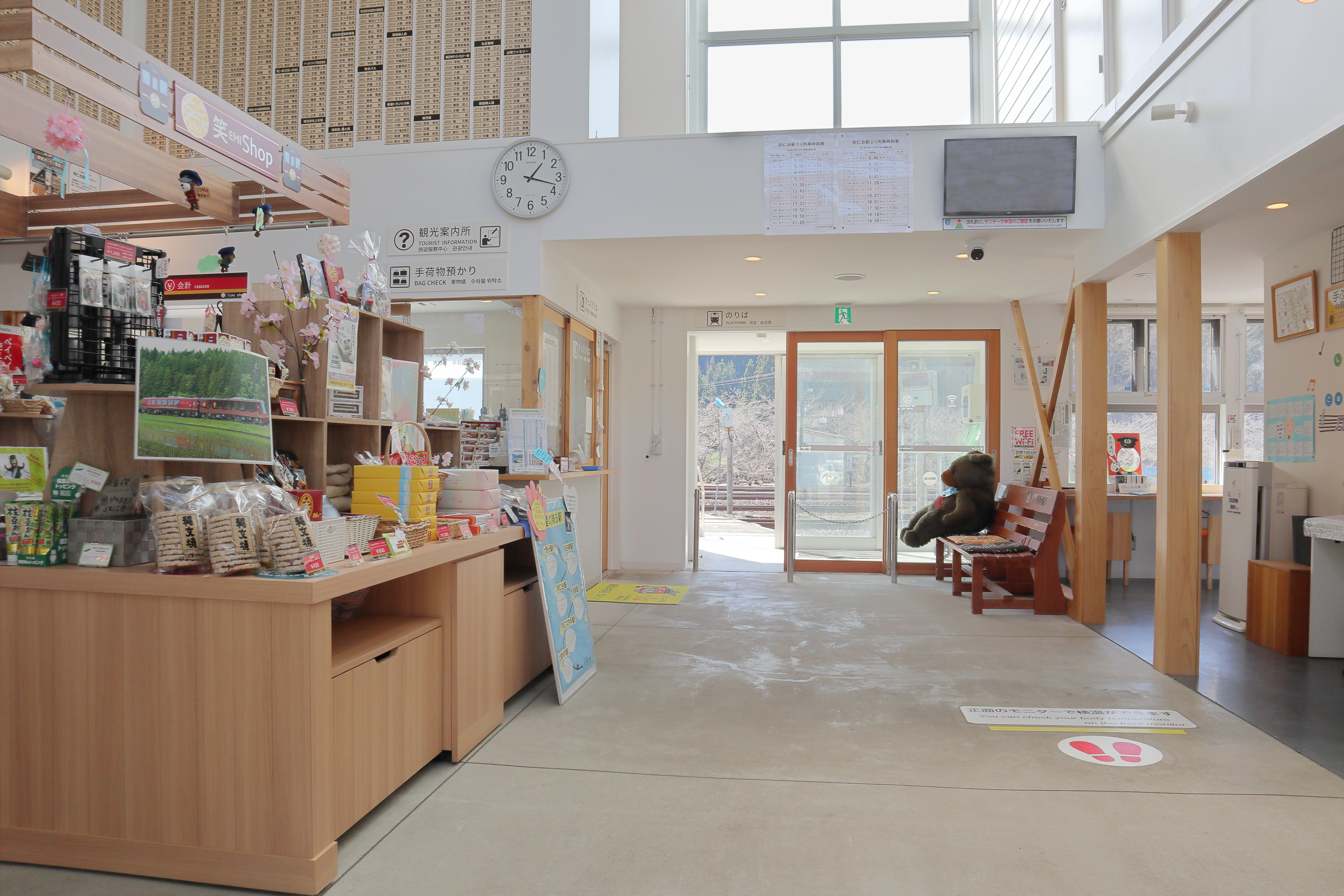
売店（2022年）
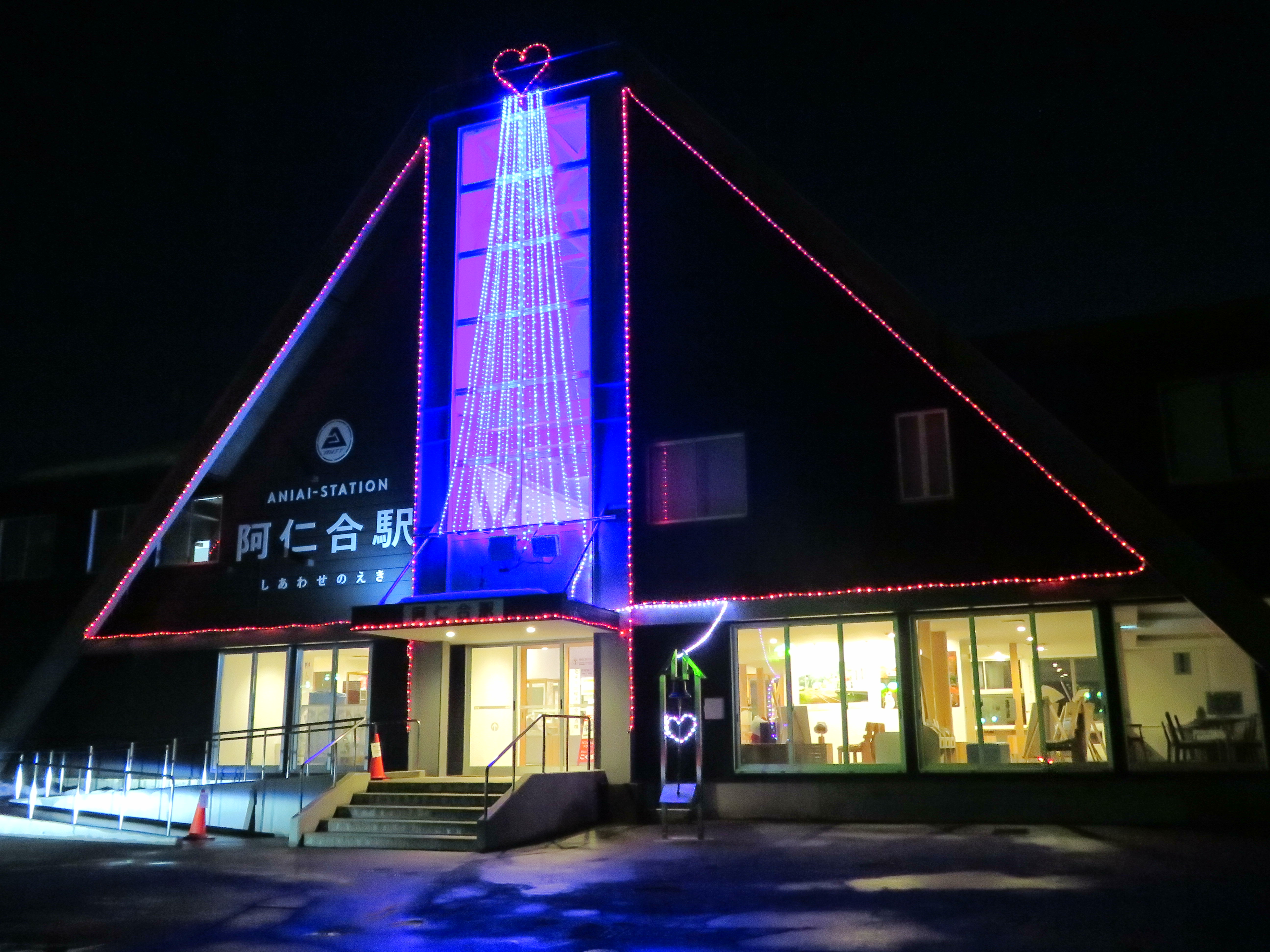
しあわせのイルミネーション（2018年）

## 利用状況
| 1日乗降人員推移 | 1日乗降人員推移 |
| 年度            | 1日平均人数     |
| --------------- | --------------- |
| 2016年          | 158             |
| 2017年          | 135             |
| 2018年          | 144             |

## 駅周辺
- 阿仁川
- 国道105号
- 阿仁合郵便局

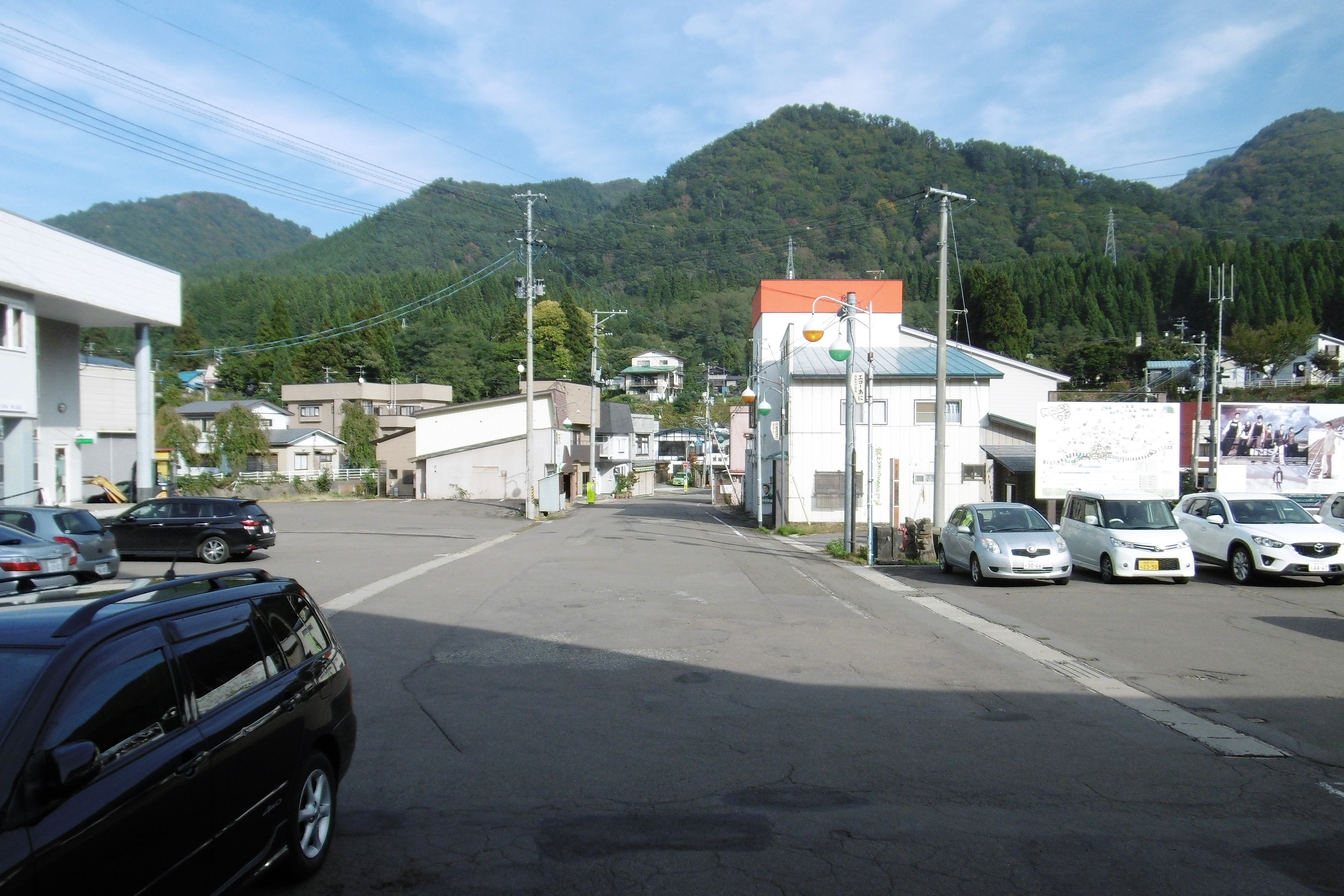
駅前の風景（2016年）

- 秋田銀行鷹巣支店阿仁合出張所（店舗外ATM）
- 北秋田市立阿仁診療所
- 内陸線資料館
- ふるさと文化センター
- 北秋田消防署阿仁分署
- 秋田内陸縦貫鉄道本社
- 阿仁異人館（国重要文化財指定）
- 阿仁郷土文化保存伝承館（阿仁鉱山の歴史）
- 北秋田市役所阿仁庁舎（総合窓口センター）
- 「森吉山」に登る「阿仁ゴンドラ」（阿仁スキー場）への入口駅である。タクシー利用。

## バス・乗合タクシー
阿仁合駅前より秋北バスの路線バスと、予約制の森吉山周遊乗合タクシーが運行している。
路線バス
- 北秋田市民病院前 - 打当線

乗合タクシー
- 森吉山阿仁スキー場 - 通年運行 （阿仁タクシー）

## 隣の駅
秋田内陸縦貫鉄道
■秋田内陸線
- 急行「もりよし」停車（一部発着）駅

□快速（下り）
阿仁合駅 → 比立内駅
□快速（上り）・■普通
小渕駅 - 阿仁合駅 - 荒瀬駅